# Muhammad b. Ahmad Abu l-Mutahhar al-Azdi
Muḥammad ibn Aḥmad Abū l-Muṭahhar al-Azdī (in arabo ﻣﺤﻤﺪ ﺑﻦ ﺍﺣﻤﺪ ﺍﺑﻮ ﺍﻟﻤﻄﻬﺮ ﺍلاﺯﺩﻱ‎?; ... – 1011) è stato uno scrittore arabo.
Scrittore iracheno, nel 1010 fu autore di un'opera dal titolo Ḥikāyat Abī l-Qāsim al-Baghdādī ("Racconto di Abū l-Qāsim al-Baghdādī"), in cui si parlava di una giornata di un parassita di Baghdad, la ricca popolosa capitale degli Abbasidi.
La narrazione (appartenente al genere cosiddetto di adab (ossia di "ricreazione", intesa non solo a divertire ma anche ad ammaestrare e ad ammonire) è incentrata sulla partecipazione del protagonista a un banchetto, in cui - malgrado la sua eloquenza - gli effetti del vino hanno modo di trascinarlo in un eloquio volgare e sostanzialmente incolto, finendo col diventare lo zimbello della compagnia gaudente, che lo costringe a bere in modo esagerato e sempre più rovinoso per la sua immagine.

Anch'essa tuttavia eccederà nel vino, finendo con l'addormentarsi fino al richiamo della preghiera canonica dell'alba (ṣalāt al-fajr) lanciato dal muezzin, fornendo il destro al protagonista di ammonirli e di deprecare la loro empietà, invitandoli a pentirsi.
Il lavoro fornisce al suo Autore l'opportunità di tratteggiare un ritratto della società dell'epoca, ricca di contraddizioni e di ipocrisie, religiose e non, ma anche di fare sfoggio delle sue competenze filologiche, commerciali e di letteratura erotica e schiettamente pornografica: campo in cui si misurerà tre secolo dopo all'incirca anche il persiano ʿObeyd Zāqānī.
L'opera tuttavia è particolarmente importante in quanto costituisce una pietra miliare nell'elaborazione del concetto di "racconto" nella letteratura araba, dopo la pionieristica (ma abbastanza differente) esperienza di al-Jāḥiẓ.